# Valines
Valines – miejscowość i gmina we Francji, w regionie Hauts-de-France, w departamencie Somma.
Według danych na rok 2011 gminę zamieszkiwały 643 osoby, a gęstość zaludnienia wynosiła 122 osoby/km² (wśród 2293 gmin Pikardii Valines plasuje się na 421. miejscu pod względem liczby ludności, natomiast pod względem powierzchni na miejscu 849.).